# Turkmenbashi
Turkmenbashí (en turcomano: Türkmenbaşy, anteriormente llamada en ruso Krasnovodsk (Красноводск), y renombrada en 1993 por el presidente Saparmyrat Nyýazow)  es una ciudad y puerto de Turkmenistán, ubicada en la península homónima junto al golfo también homónimo. Se encuentra en la provincia Balkan, en la costa del mar Caspio.

## Demografía
Según estimación, en 2010 contaba con una población de 73.803 habitantes.

## Economía
Es la principal conexión marítima de Asia Central con Europa, y el extremo occidental del ferrocarril transcaspiano, lo que la convierte en un importante nexo de transporte para el país y la región. Está conectada con la costa opuesta del mar Caspio por transbordadores.
La refinería más grande de Turkmenistán funciona en Krasnovodsk, y una parte importante de las extracciones de gas natural y petróleo turcomanas se realizan en los alrededores.

## Transportes
El Aeropuerto Internacional de Turkmenbashi es el aeropuerto que sirve a la ciudad, siendo el segundo más grande del país.

## Historia
En 1717, el explorador ruso Aleksandr Bekóvich-Cherkaski llegó y estableció un asentamiento fortificado en este lugar, donde el lecho seco de un antiguo afluente del río Amu Daria desembocaba en el mar Caspio. Su intención era hacer marchar a un ejército por este lecho seco del río y conquistar el Kanato de Jiva. La expedición fracasó y los rusos abandonaron el asentamiento durante más de 152 años.

### Krasnovodsk

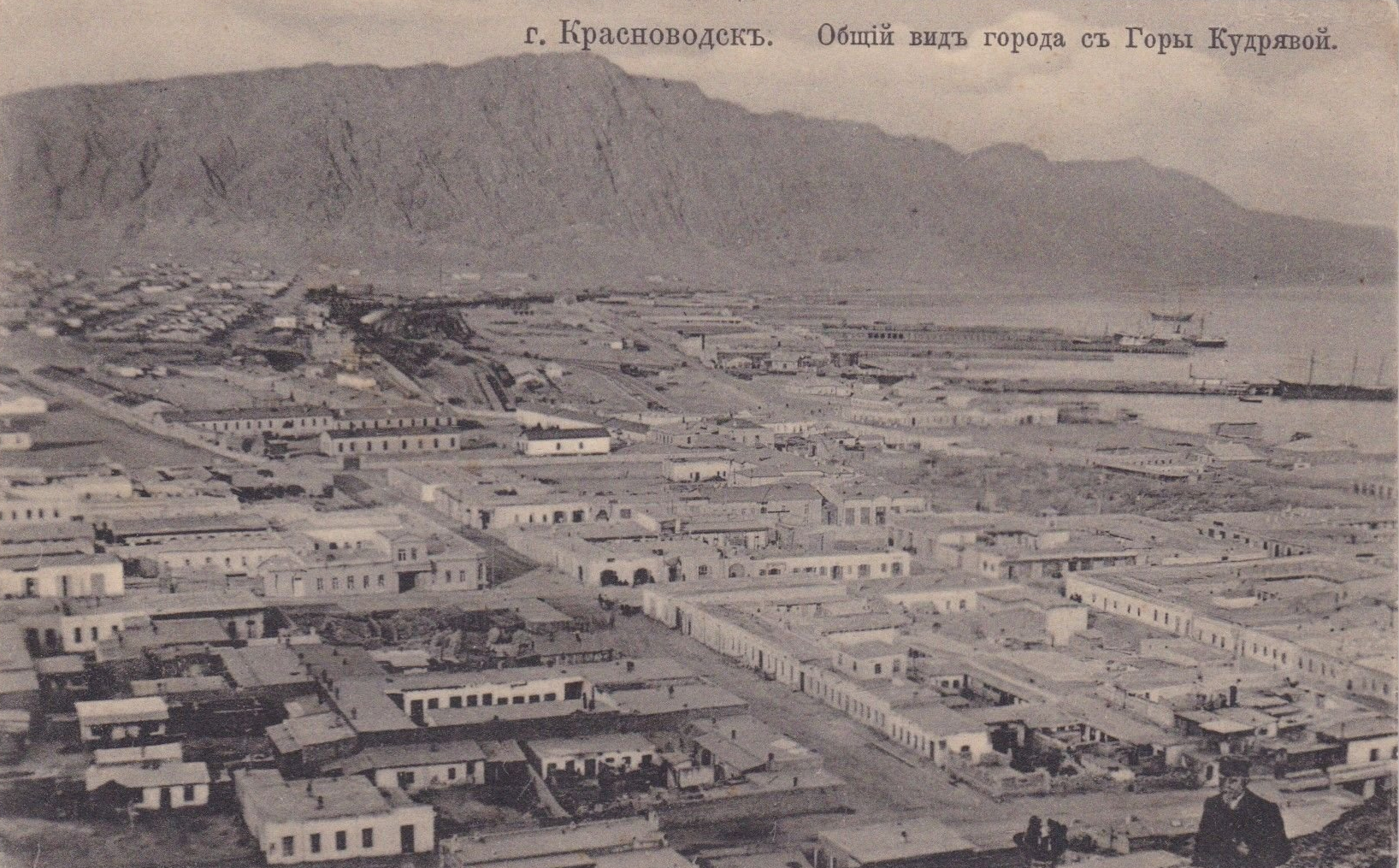
Vista general de Krasnovodsk a principios del

Originalmente la ciudad era un fuerte fundado por el Imperio ruso en 1869 y nombrado "Krasnovodsk" (Красноводск), una traducción del nombre original, "Kyzyl-Su" (Agua roja) en un segundo avance por Asia Central, y sirvió como base de operaciones contra los estados de la región (por ejemplo, el Kanato de Jiva y el Emirato de Bujará) y los grupos nómadas o seminómadas.
Durante la guerra civil rusa, cayó en manos del Ejército Rojo en febrero de 1920.
El 21 de noviembre de 1939, se formó el óblast de Krasnovodsk con su centro administrativo en Krasnovodsk. El óblast fue liquidado y restaurado repetidamente (23 de enero de 1947, liquidado; 4 de abril de 1952, restaurado; 9 de diciembre de 1955, liquidado; 27 de diciembre de 1973, restaurado; 25 de agosto de 1988, eliminado).

### Turkmenbashi
El 10 de enero de 1991, la provincia de Balkan fue creada, y el 18 de mayo de 1992, fue designada como una provincia (en turcomano: welaýat) formalmente con su capital en Balkanabat. En 1993, el presidente vitalicio Saparmyrat Nyýazow cambió el nombre de Krasnovodsk por su título autoproclamado: "Türkmenbaşy" ("Jefe de todos los turcomanos").
El segundo presidente de Turkmenistán, Gurbanguly Berdimuhamedow, se comprometió en julio de 2007 a invertir mil millones de dólares en un proyecto destinado a convertir Türkmenbaşy en un importante centro turístico. Ordenó el desarrollo de la zona turística de Awaza con la construcción de 60 hoteles modernos a lo largo de un tramo de 16 kilómetros de la costa del mar Caspio. Además de Awaza, la ciudad de Türkmenbaşy tiene tres hoteles modernos: Türkmenbaşy Hotel, Charlak Hotel y el nuevo Silk Road Hotel en el puerto marítimo, además del antiguo hotel soviético Hazar.
En años recientes, se han reconstruido edificios de la época soviética, se ha hecho infraestructura y carreteras.
La ciudad alberga el Servicio Estatal de Transporte Marítimo y Fluvial de Turkmenistán, que forma parte del Gobierno de Turkmenistán.

## Clima
| Parámetros climáticos promedio de Turkmenbashi (1991-2020) | Parámetros climáticos promedio de Turkmenbashi (1991-2020) | Parámetros climáticos promedio de Turkmenbashi (1991-2020) | Parámetros climáticos promedio de Turkmenbashi (1991-2020) | Parámetros climáticos promedio de Turkmenbashi (1991-2020) | Parámetros climáticos promedio de Turkmenbashi (1991-2020) | Parámetros climáticos promedio de Turkmenbashi (1991-2020) | Parámetros climáticos promedio de Turkmenbashi (1991-2020) | Parámetros climáticos promedio de Turkmenbashi (1991-2020) | Parámetros climáticos promedio de Turkmenbashi (1991-2020) | Parámetros climáticos promedio de Turkmenbashi (1991-2020) | Parámetros climáticos promedio de Turkmenbashi (1991-2020) | Parámetros climáticos promedio de Turkmenbashi (1991-2020) | Parámetros climáticos promedio de Turkmenbashi (1991-2020) |
| Mes                                                        | Ene.                                                       | Feb.                                                       | Mar.                                                       | Abr.                                                       | May.                                                       | Jun.                                                       | Jul.                                                       | Ago.                                                       | Sep.                                                       | Oct.                                                       | Nov.                                                       | Dic.                                                       | Anual                                                      |
| ---------------------------------------------------------- | ---------------------------------------------------------- | ---------------------------------------------------------- | ---------------------------------------------------------- | ---------------------------------------------------------- | ---------------------------------------------------------- | ---------------------------------------------------------- | ---------------------------------------------------------- | ---------------------------------------------------------- | ---------------------------------------------------------- | ---------------------------------------------------------- | ---------------------------------------------------------- | ---------------------------------------------------------- | ---------------------------------------------------------- |
| Temp. máx. abs. (°C)                                       | 20.7                                                       | 23.3                                                       | 29.0                                                       | 36.0                                                       | 40.7                                                       | 43.5                                                       | 45.6                                                       | 44.5                                                       | 43.5                                                       | 35.0                                                       | 28.1                                                       | 24.6                                                       | 45.6                                                       |
| Temp. máx. media (°C)                                      | 7.8                                                        | 8.9                                                        | 13.6                                                       | 19.6                                                       | 26.5                                                       | 32.2                                                       | 35.0                                                       | 35.1                                                       | 29.5                                                       | 21.8                                                       | 14.0                                                       | 9.2                                                        | 21.1                                                       |
| Temp. media (°C)                                           | 3.6                                                        | 4.2                                                        | 8.3                                                        | 13.7                                                       | 20.3                                                       | 25.8                                                       | 28.7                                                       | 28.7                                                       | 23.0                                                       | 15.7                                                       | 9.0                                                        | 4.9                                                        | 15.5                                                       |
| Temp. mín. media (°C)                                      | 0.2                                                        | 0.0                                                        | 3.6                                                        | 8.5                                                        | 14.3                                                       | 19.5                                                       | 22.7                                                       | 22.5                                                       | 17.0                                                       | 10.1                                                       | 4.6                                                        | 1.3                                                        | 10.4                                                       |
| Temp. mín. abs. (°C)                                       | -21.5                                                      | -21.9                                                      | -12.5                                                      | -2.6                                                       | 0.9                                                        | 6.6                                                        | 14.1                                                       | 11.0                                                       | 3.3                                                        | -3.1                                                       | -13.6                                                      | -16.3                                                      | -21.9                                                      |
| Precipitación total (mm)                                   | 12                                                         | 13                                                         | 21                                                         | 18                                                         | 7                                                          | 2                                                          | 2                                                          | 2                                                          | 4                                                          | 12                                                         | 19                                                         | 11                                                         | 123                                                        |
| Nevadas (cm)                                               | 0                                                          | 0                                                          | 0                                                          | 0                                                          | 0                                                          | 0                                                          | 0                                                          | 0                                                          | 0                                                          | 0                                                          | 0                                                          | 0                                                          | 0                                                          |
| Días de lluvias (≥ 1 mm)                                   | 8                                                          | 7                                                          | 8                                                          | 8                                                          | 6                                                          | 3                                                          | 2                                                          | 3                                                          | 3                                                          | 6                                                          | 8                                                          | 8                                                          | 70                                                         |
| Días de nevadas (≥ 1 mm)                                   | 4                                                          | 4                                                          | 1                                                          | 0.1                                                        | 0                                                          | 0                                                          | 0                                                          | 0                                                          | 0                                                          | 0                                                          | 0                                                          | 2                                                          | 11.1                                                       |
| Horas de sol                                               | 136.6                                                      | 139.0                                                      | 172.6                                                      | 227.0                                                      | 303.2                                                      | 347.0                                                      | 344.0                                                      | 330.2                                                      | 294.1                                                      | 228.8                                                      | 161.9                                                      | 124.0                                                      | 2808.4                                                     |
| Humedad relativa (%)                                       | 76                                                         | 72                                                         | 68                                                         | 63                                                         | 56                                                         | 50                                                         | 49                                                         | 44                                                         | 46                                                         | 58                                                         | 72                                                         | 75                                                         | 60.8                                                       |
| Fuente n.º 1: Погода и климат                              |                                                            |                                                            |                                                            |                                                            |                                                            |                                                            |                                                            |                                                            |                                                            |                                                            |                                                            |                                                            |                                                            |
| Fuente n.º 2: NOAA (Horas de sol, 1961-1990)               |                                                            |                                                            |                                                            |                                                            |                                                            |                                                            |                                                            |                                                            |                                                            |                                                            |                                                            |                                                            |                                                            |